# Liège-Bastogne-Liège de 2013
A 99 edição da Liège-Bastogne-Liège disputou-se em 21 de abril de 2013. Trata-se da 13ª prova do UCI World Tour de 2013. A corrida foi vencida em solitário pelo Irlandês Daniel Martin (Garmin-Sharp) respectivamente ante os espanhóis Joaquim Rodríguez (Katusha) e Alejandro Valverde (Movistar).
Martin, vencedor do último Volta à Catalunha, impõe-se pela primeira vez durante um monumento do ciclismo. O suíço Fabian Cancellara (RadioShack-Leopard) ausente da corrida conserva no entanto o seu lugar de líder do UCI WorldTour.

## Apresentação
O Liège-Bastogne-Liège é a última das três clássicos ardeneses inscritos no UCI WorldTour bem como o quarto monumento após Milão-Sanremo, a Volta à Flandres e Paris-Roubaix. Desenvolve-se uma semana após a Amstel Gold Race e quatro dias após a Flecha Valônia. Esta clássico é a prova mais frequentemente vencida por escaladores  com uma chegada em ligeira subida no município de Ans.

### Percurso
A principal mudança no percurso é a substituição da Roche-aux-faucons pela subida de Colonster.
| Num | Nome                                | km    | Comprimento (m) | Pendente média | km da chegada |
| --- | ----------------------------------- | ----- | --------------- | -------------- | ------------- |
| 1   | Côte de la Roche-en-Ardenne         | 70    | 2 800           | 6,2 %          | 191,5         |
| 2   | Côte de Saint-Roch                  | 116,5 | 1 000           | 11 %           | 145           |
| 3   | Côte de Wanne                       | 160   | 2 700           | 7,3 %          | 101,5         |
| 4   | Côte de Stockeu (Stèle Eddy Merckx) | 166,5 | 1 000           | 12,2 %         | 95            |
| 5   | Côte de la Haute-Levée              | 172,5 | 3 600           | 5,7 %          | 89            |
| 6   | Col du Rosier                       | 185   | 4 400           | 5,9 %          | 76,5          |
| 7   | Côte du Maquisard                   | 197,5 | 2 500           | 5 %            | 64            |
| 8   | Mont-Theux                          | 208   | 2 700           | 5,9 %          | 53,5          |
| 9   | Côte de La Redoute                  | 223   | 2 000           | 8,8 %          | 38,5          |
| 10  | Côte de Colonster                   | 244,5 | 2 400           | 6 %            | 17            |
| 11  | Côte de Saint-Nicolas               | 256   | 2 200           | 8,6 %          | 5,5           |

### Equipes
O organizador comunicou uma lista de sete equipas convidadas em 25 de fevereiro de 2013. 25 equipas participam em Liège-Bastogne-Liège - 19 ProTeams e 6 equipas continentais profissionais :
| Nome da equipa          | País           | Código |
| ----------------------- | -------------- | ------ |
| AG2R La Mondiale        | França         | ALM    |
| Argos-Shimano           | Países Baixos  | ARG    |
| Astana Pro Team         | Cazaquistão    | AST    |
| Blanco                  | Países Baixos  | BLA    |
| BMC Racing              | Estados Unidos | BMC    |
| Cannondale              | Itália         | CAN    |
| Euskaltel Euskadi       | Espanha        | TIDOS  |
| FDJ                     | França         | FDJ    |
| Garmin-Sharp            | Estados Unidos | GRS    |
| Katusha                 | Rússia         | KAT    |
| Lampre-Merida           | Itália         | LAM    |
| Lotto-Belisol           | Bélgica        | LTB    |
| Movistar                | Espanha        | MOV    |
| Omega Pharma-Quick Step | Bélgica        | OPQ    |
| Orica-GreenEDGE         | Austrália      | OGE    |
| RadioShack-Leopard      | Luxemburgo     | RLT    |
| Saxo-Tinkoff            | Dinamarca      | TST    |
| Team Sky                | Reino Unido    | SKY    |
| Vacansoleil-DCM         | Países Baixos  | VCD    |

| Nome da equipa              | País    | Código |
| --------------------------- | ------- | ------ |
| Accent Jobs-Wanty           | Bélgica | AJW    |
| Europcar                    | França  | EUC    |
| Crelan-Euphony              | Bélgica | CRE    |
| IAM                         | Suíça   | IAM    |
| Cofidis                     | França  | COF    |
| Topsport Vlaanderen-Baloise | Bélgica | TSV    |

### Favoritos
À primeira faixa dos favoritos citar-se-á o belga Philippe Gilbert (BMC Racing), vencedor em 2011, os Espanhóis Alejandro Valverde (Movistar), vencedor em 2006 e 2008 e Joaquim Rodríguez (Katusha), bem como o Checo Roman Kreuziger (Saxo-Tinkoff) e o Colombiano Sergio Henao (Team Sky)
Os melhores outsiders estão Enrico Gasparotto e Vincenzo Nibali (Astana Pro Team), Pierre Rolland (Europcar), Christopher Froome (Sky), Daniel Moreno (Katusha), Michał Kwiatkowski (Omega Pharma-Quick Step), Nairo Quintana (Movistar), Bauke Mollema (Blanco), Daniel Moreno (Katusha), Daniel Martin (Garmin-Sharp), Jelle Vanendert (Lotto-Belisol) e Simon Gerrans (Orica-GreenEDGE)

## Relato da corrida
25 equipas inscrevem 8 corredores salvo a formação belga Topsport Vlaanderen-Baloise que não conta que 7 o que faz um total de 199 corredores à saída da corrida. Após 4 quilómetros de corrida, seis homens torcem a companhia ao pelotão : os Belgas Bart De Clercq, Frederik Veuchelen e Sander Armee, os Suíços Jonathan Fumeaux e Pirmin Lang bem como o Francês Vincent Jérôme. A escapada conta até 10 minutos de antemão ao pelotão trazido pelas equipas Katusha, Astana e Movistar depois pelos Saxo-Tinkoff de Alberto Contador. Ao atacante, Lang e Armee são atrasados na costa de Stockeu após Clercq é vítima de uma paragem após problemas mecânicos. Ao pé da costa de la Redoute, os últimos escapados não têm mais que um punhado de segundos de antemão na o pelotão e são apanhados rapidamente. O reagrupamento geral, na subida de Colonster, um novo grupo dos seis homens desata-se e passa em cabeça à cimeira. Está formado por Rigoberto Urán, Ryder Hesjedal, Alberto Contador, Igor Antón,Giampaolo Caruso e Rui Costa. Hesjedal, aproveitando a rivalidade dos favoritos, arranca e toma uma pequena vintena de segundos aos seus ex-parceiros que estão a ser retomados pelo pelotão. À cimeira da costa de Santo-Nicolas, um novo grupo formou-se com Hesjedal, Dan Martin, Michele Scarponi, Carlos Betancur, Joaquim Rodríguez e Alejandro Valverde mas sem Philippe Gilbert, atrasado. Na última subida para o palco de Anos, Rodriguez faz um ataque decisivo. Daniel Martin é o único segui-lo e antes de passa-lo e de superar a linha de chegada como vencedor.

## Classificação final
|    | Corredor                 | Equipa           |    | Tempo             | Pontos UCI |
| -- | ------------------------ | ---------------- | -- | ----------------- | ---------- |
| 1  | Daniel Martin (IRL)      | Garmin-Sharp     | em | '6 h 38 min 07 se | 100        |
| 2  | Joaquim Rodríguez (ESP)  | Katusha          | +  | 3 s               | 80         |
| 3  | Alejandro Valverde (ESP) | Movistar         |    | 9 s               | 70         |
| 4  | Carlos Betancur (COL)    | AG2R La Mondiale |    | 9 s               | 60         |
| 5  | Michele Scarponi (ITA)   | Lampre-Merida    |    | 9 s               | 50         |
| 6  | Enrico Gasparotto (ITA)  | Astana Pro Team  |    | 18 s              | 40         |
| 7  | Philippe Gilbert (BEL)   | BMC Racing       |    | 18 s              | 30         |
| 8  | Ryder Hesjedal (CAN)     | Garmin-Sharp     |    | 18 s              | 20         |
| 9  | Rui Costa (POR)          | Movistar         |    | 18 s              | 10         |
| 10 | Simon Gerrans (AUS)      | Orica-GreenEDGE  |    | 18 s              | 4          |

### Prêmio da subida
A partir de agora, só o corredor que passa em cabeça de uma subida marcará pontos.
|   | Ciclista           | Equipa          | Pontos |
| - | ------------------ | --------------- | ------ |
| 1 | Pirmin Lang        | IAM             | 3      |
| 2 | Bart De Clercq     | Lotto-Belisol   | 3      |
| 3 | Daniel Martin      | Garmin-Sharp    | 1      |
| 4 | Rigoberto Urán     | Team Sky        | 1      |
| 5 | Frederik Veuchelen | Vacansoleil-DCM | 1      |
| 6 | Jakob Fuglsang     | Astana Pro Team | 1      |

## Lista dos participantes
- Lista de saída completa

| Legenda | Legenda                                                                        | Legenda | Legenda                                                      |
| ------- | ------------------------------------------------------------------------------ | ------- | ------------------------------------------------------------ |
| Num     | Dossard de saída levada pelo corredor na Liège-Bastogne-Liège                  | Pos     | Posição à chegada da corrida                                 |
|         | Indica um maillot de campeão nacional ou mundial, seguido da sua especialidade | NP      | Indica um corredor que não tem tomado a saída da corrida     |
| AB      | Indica um corredor que não tem terminado a corrida                             | HD      | Indica um corredor que tem terminado a corrida fora de tempo |

| Astana Pro Team AST | Astana Pro Team AST           | Astana Pro Team AST |
| ------------------- | ----------------------------- | ------------------- |
| Num                 | Corredor                      | Pos                 |
| 1                   | Maxim Iglinskiy (KAZ)         | 21.º                |
| 2                   | Jakob Fuglsang (DEN)          | 32.º                |
| 3                   | Enrico Gasparotto (ITA)       | 6.º                 |
| 4                   | Francesco Gavazzi (ITA)       | 84.º                |
| 5                   | Andriy Grivko (UKR) (Estrada) | 62.º                |
| 6                   | Alexey Lutsenko (KAZ)         | AB                  |
| 7                   | Vincenzo Nibali (ITA)         | 23.º                |
| 8                   | Simone Ponzi (ITA)            | AB                  |

| Cannondale CAN | Cannondale CAN             | Cannondale CAN |
| -------------- | -------------------------- | -------------- |
| Num            | Corredor                   | Pos            |
| 11             | Moreno Moser (ITA)         | 124.º          |
| 12             | Stefano Agostini (ITA)     | AB             |
| 13             | Damiano Caruso (ITA)       | 59.º           |
| 14             | Alessandro De Marchi (ITA) | 25.º           |
| 15             | Michel Koch (GER)          | 142.º          |
| 17             | Daniele Ratto (ITA)        | 38.º           |
| 18             | Brian Vandborg (DEN)       | 116.º          |
| 20             | Cristiano Salerno (ITA)    | 137.º          |

| Europcar EUC | Europcar EUC           | Europcar EUC |
| ------------ | ---------------------- | ------------ |
| Num          | Corredor               | Pos          |
| 21           | Pierre Rolland (FRA)   | 24.º         |
| 22           | Yukiya Arashiro (JPN)  | 46.º         |
| 23           | Anthony Charteau (FRA) | 108.º        |
| 24           | Cyril Gautier (FRA)    | 74.º         |
| 25           | Vincent Jérôme (FRA)   | AB           |
| 26           | Davide Malacarne (ITA) | AB           |
| 27           | Kévin Réza (FRA)       | 96.º         |
| 28           | David Veilleux (CAN)   | AB           |

| Team Sky SKY | Team Sky SKY                 | Team Sky SKY |
| ------------ | ---------------------------- | ------------ |
| Num          | Corredor                     | Pos          |
| 31           | Christopher Froome (GBR)     | 36.º         |
| 32           | Sergio Henao (COL)           | 16.º         |
| 33           | Vasil Kiryienka (BLR)        | AB           |
| 34           | David López García (ESP)     | 66.º         |
| 35           | Richie Porte (AUS)           | AB           |
| 36           | Kanstantsin Siutsou (BLR)    | 98.º         |
| 37           | Jonathan Tiernan-Locke (GBR) | AB           |
| 38           | Rigoberto Urán (COL)         | 53.º         |

| BMC Racing BMC | BMC Racing BMC                   | BMC Racing BMC |
| -------------- | -------------------------------- | -------------- |
| Num            | Corredor                         | Pos            |
| 41             | Philippe Gilbert (BEL) (Estrada) | 7.º            |
| 42             | Brent Bookwalter (USA)           | 110.º          |
| 43             | Marcus Burghardt (GER)           | 70.º           |
| 44             | Steve Cummings (GBR)             | AB             |
| 45             | Mathias Frank (SUI)              | 122.º          |
| 47             | Amaël Moinard (FRA)              | 76.º           |
| 48             | Greg Van Avermaet (BEL)          | 63.º           |
| 50             | Dominik Nerz (GER)               | 86.º           |

| Katusha KAT | Katusha KAT                     | Katusha KAT |
| ----------- | ------------------------------- | ----------- |
| Num         | Corredor                        | Pos         |
| 51          | Joaquim Rodríguez (ESP)         | 2.º         |
| 52          | Giampaolo Caruso (ITA)          | 80.º        |
| 53          | Alexandr Kolobnev (RUS)         | 75.º        |
| 54          | Alberto Losada (ESP)            | 67.º        |
| 55          | Daniel Moreno (ESP)             | 52.º        |
| 56          | Yury Trofimov (RUS)             | 26.º        |
| 57          | Ángel Vicioso (ESP)             | 79.º        |
| 58          | Eduard Vorganov (RUS) (Estrada) | 101.º       |

| Saxo-Tinkoff TST | Saxo-Tinkoff TST           | Saxo-Tinkoff TST |
| ---------------- | -------------------------- | ---------------- |
| Num              | Corredor                   | Pos              |
| 61               | Alberto Contador (ESP)     | 57.º             |
| 62               | Mads Christensen (DEN)     | 102.º            |
| 63               | Roman Kreuziger (CZE)      | 125.º            |
| 64               | Karsten Kroon (NED)        | 109.º            |
| 65               | Nicolas Roche (IRL)        | 61.º             |
| 66               | Chris Anker Sørensen (DEN) | 39.º             |
| 67               | Nicki Sørensen (DEN)       | 17.º             |
| 68               | Oliver Zaugg (SUI)         | 111.º            |

| RadioShack-Leopard RLT | RadioShack-Leopard RLT         | RadioShack-Leopard RLT |
| ---------------------- | ------------------------------ | ---------------------- |
| Num                    | Corredor                       | Pos                    |
| 71                     | Andy Schleck (LUX)             | 41.º                   |
| 72                     | Matthew Busche (USA)           | 69.º                   |
| 73                     | Laurent Didier (LUX) (Estrada) | 143.º                  |
| 74                     | Tony Gallopin (FRA)            | 29.º                   |
| 75                     | Ben Hermans (BEL)              | 82.º                   |
| 76                     | Benjamin King (USA)            | 138.º                  |
| 77                     | Maxime Monfort (BEL)           | 81.º                   |
| 78                     | Haimar Zubeldia (ESP)          | 43.º                   |

| Omega Pharma-Quick Step OPQ | Omega Pharma-Quick Step OPQ | Omega Pharma-Quick Step OPQ |
| --------------------------- | --------------------------- | --------------------------- |
| Num                         | Corredor                    | Pos                         |
| 81                          | Michał Kwiatkowski (POL)    | 92.º                        |
| 82                          | Gianluca Brambilla (ITA)    | AB                          |
| 83                          | Kevin De Weert (BEL)        | 144.º                       |
| 84                          | Jérôme Pineau (BEL)         | 27.º                        |
| 85                          | Pieter Serry (BEL)          | 56.º                        |
| 86                          | Kristof Vandewalle (BEL)    | 133.º                       |
| 87                          | Julien Vermote (BEL)        | 99.º                        |
| 88                          | Carlos Verona (ESP)         | 91.º                        |

| Garmin-Sharp GRS | Garmin-Sharp GRS               | Garmin-Sharp GRS |
| ---------------- | ------------------------------ | ---------------- |
| Num              | Corredor                       | Pos              |
| 91               | Ryder Hesjedal (CAN)           | 8.º              |
| 92               | Thomas Dekker (NED)            | 107.º            |
| 93               | Nathan Haas (AUS)              | 88.º             |
| 94               | Alex Howes (USA)               | AB               |
| 95               | Michel Kreder (NED)            | 83.º             |
| 96               | Daniel Martin (IRL)            | 1.º              |
| 97               | Peter Stetina (USA)            | 42.º             |
| 98               | Fabian Wegmann (GER) (Estrada) | 47.º             |

| Movistar MOV | Movistar MOV             | Movistar MOV |
| ------------ | ------------------------ | ------------ |
| Num          | Corredor                 | Pos          |
| 101          | Alejandro Valverde (ESP) | 3.º          |
| 102          | Andrey Amador (CRC)      | AB           |
| 103          | Rui Costa (POR)          | 9.º          |
| 104          | Imanol Erviti (ESP)      | AB           |
| 105          | Pablo Lastras (ESP)      | AB           |
| 106          | Ángel Madrazo (ESP)      | AB           |
| 107          | Nairo Quintana (COL)     | 50.º         |
| 108          | Giovanni Visconti (ITA)  | 54.º         |

| Blanco BLA | Blanco BLA                 | Blanco BLA |
| ---------- | -------------------------- | ---------- |
| Num        | Corredor                   | Pos        |
| 111        | Bauke Mollema (NED)        | 77.º       |
| 112        | Marc Goos (NED)            | AB         |
| 113        | Paul Martens (GER)         | 55.º       |
| 114        | Lars Petter Nordhaug (NOR) | 15.º       |
| 115        | Tom-Jelte Slagter (NED)    | 34.º       |
| 116        | Bram Tankink (NED)         | 78.º       |
| 117        | David Tanner (AUS)         | 131.º      |
| 118        | Laurens ten Dam (NED)      | 49.º       |

| Cofidis COF | Cofidis COF               | Cofidis COF |
| ----------- | ------------------------- | ----------- |
| Num         | Corredor                  | Pos         |
| 121         | Daniel Navarro (ESP)      | 103.º       |
| 122         | Edwig Cammaerts (BEL)     | 141.º       |
| 123         | Jérôme Coppel (FRA)       | 118.º       |
| 124         | Christophe Le Mével (FRA) | 71.º        |
| 125         | Luis Ángel Maté (ESP)     | 117.º       |
| 126         | Rein Taaramäe (É)         | 123.º       |
| 127         | Tristan Valentin (FRA)    | 140.º       |
| 128         | Romain Zingle (BEL)       | 134.º       |

| Lampre-Merida LAM | Lampre-Merida LAM      | Lampre-Merida LAM |
| ----------------- | ---------------------- | ----------------- |
| Num               | Corredor               | Pos               |
| 131               | Damiano Cunego (ITA)   | 30.º              |
| 132               | Matteo Bono (ITA)      | AB                |
| 133               | Davide Cimolai (ITA)   | AB                |
| 134               | Manuele Mori (ITA)     | 68.º              |
| 136               | Michele Scarponi (ITA) | 5.º               |
| 137               | Simone Stortoni (ITA)  | 136.º             |
| 138               | Diego Ulissi (ITA)     | 20.º              |
| 139               | Mattia Cattaneo (ITA)  | AB                |

| FDJ | FDJ                     | FDJ   |
| --- | ----------------------- | ----- |
| Num | Corredor                | Pos   |
| 141 | Arnold Jeannesson (FRA) | 45.º  |
| 142 | Sandy Casar (FRA)       | 106.º |
| 143 | Pierrick Fédrigo (FRA)  | 35.º  |
| 144 | Alexandre Geniez (FRA)  | AB    |
| 145 | Laurent Pichon (FRA)    | AB    |
| 146 | Geoffrey Soupe (FRA)    | 113.º |
| 147 | Benoît Vaugrenard (FRA) | 11.º  |
| 148 | Arthur Vichot (FRA)     | 40.º  |

| IAM | IAM                                 | IAM   |
| --- | ----------------------------------- | ----- |
| Num | Corredor                            | Pos   |
| 151 | Stefan Denifl (AUT)                 | 22.º  |
| 152 | Matthias Brändle (AUT)              | 94.º  |
| 153 | Rémi Cusin (FRA)                    | 104.º |
| 154 | Jonathan Fumeaux (SUI)              | AB    |
| 155 | Reto Hollenstein (SUI)              | 100.º |
| 156 | Pirmin Lang (SUI)                   | 130.º |
| 157 | Alexandre Pliuschin (MDA) (Estrada) | AB    |
| 158 | Marcel Wyss (SUI)                   | 64.º  |

| Lotto-Belisol LTB | Lotto-Belisol LTB         | Lotto-Belisol LTB |
| ----------------- | ------------------------- | ----------------- |
| Num               | Corredor                  | Pos               |
| 161               | Jelle Vanendert (BEL)     | 18.º              |
| 162               | Gaëtan Bille (BEL)        | 139.º             |
| 163               | Bart De Clercq (BEL)      | 126.º             |
| 164               | Francis De Greef (BEL)    | 97.º              |
| 165               | Jurgen Van de Walle (BEL) | 135.º             |
| 166               | Tosh Van der Sande (BEL)  | AB                |
| 167               | Dennis Vanendert (BEL)    | 95.º              |
| 168               | Tim Wellens (BEL)         | AB                |

| Euskaltel Euskadi EUS | Euskaltel Euskadi EUS | Euskaltel Euskadi EUS |
| --------------------- | --------------------- | --------------------- |
| Num                   | Corredor              | Pos                   |
| 171                   | Samuel Sánchez (ESP)  | 37.º                  |
| 172                   | Igor Antón (ESP)      | 12.º                  |
| 173                   | Mikel Astarloza (ESP) | 72.º                  |
| 174                   | Ion Izagirre (ESP)    | 87.º                  |
| 175                   | Gorka Izagirre (ESP)  | 90.º                  |
| 176                   | Egoi Martínez (ESP)   | 73.º                  |
| 177                   | Rubén Pérez (ESP)     | AB                    |
| 178                   | Romain Sicard (FRA)   | 115.º                 |

| AG2R La Mondiale ALM | AG2R La Mondiale ALM    | AG2R La Mondiale ALM |
| -------------------- | ----------------------- | -------------------- |
| Num                  | Corredor                | Pos                  |
| 181                  | Rinaldo Nocentini (ITA) | 14.º                 |
| 182                  | Romain Bardet (FRA)     | 13.º                 |
| 183                  | Carlos Betancur (COL)   | 4.º                  |
| 184                  | Mikaël Cherel (FRA)     | 60.º                 |
| 185                  | John Gadret (FRA)       | 31.º                 |
| 186                  | Ben Gastauer (LUX)      | AB                   |
| 187                  | Blel Kadri (FRA)        | 85.º                 |
| 188                  | Matteo Montaguti (ITA)  | 120.º                |

| Accent Jobs-Wanty AJW | Accent Jobs-Wanty AJW   | Accent Jobs-Wanty AJW |
| --------------------- | ----------------------- | --------------------- |
| Num                   | Corredor                | Pos                   |
| 191                   | Steven Caethoven (BEL)  | AB                    |
| 192                   | Tim De Troyer (BEL)     | AB                    |
| 193                   | Thomas Degand (BEL)     | AB                    |
| 194                   | Jempy Drucker (LUX)     | AB                    |
| 195                   | Jérôme Gilbert (BEL)    | AB                    |
| 196                   | Will Routley (CAN)      | AB                    |
| 197                   | Staf Scheirlinckx (BEL) | AB                    |
| 198                   | Nicolas Vogondy (FRA)   | 119.º                 |

| Orica-GreenEDGE OGE | Orica-GreenEDGE OGE     | Orica-GreenEDGE OGE |
| ------------------- | ----------------------- | ------------------- |
| Num                 | Corredor                | Pos                 |
| 201                 | Simon Gerrans (AUS)     | 10.º                |
| 202                 | Michael Albasini (SUI)  | 51.º                |
| 203                 | Simon Clarke (AUS)      | 58.º                |
| 204                 | Michael Matthews (AUS)  | 128.º               |
| 205                 | Christian Meier (CAN)   | 105.º               |
| 206                 | Travis Meyer (AUS)      | 112.º               |
| 207                 | Wesley Sulzberger (AUS) | 89.º                |
| 208                 | Pieter Weening (NED)    | 33.º                |

| Vacansoleil-DCM VCD | Vacansoleil-DCM VCD               | Vacansoleil-DCM VCD |
| ------------------- | --------------------------------- | ------------------- |
| Num                 | Corredor                          | Pos                 |
| 211                 | Björn Leukemans (BEL)             | 28.º                |
| 212                 | Thomas De Gendt (BEL)             | 132.º               |
| 213                 | Sergueï Lagoutine (UZB) (Estrada) | 44.º                |
| 214                 | Pim Ligthart (NED)                | AB                  |
| 215                 | Marco Marcato (ITA)               | 114.º               |
| 216                 | Rob Ruijgh (NED)                  | 129.º               |
| 217                 | Rafa Valls (ESP)                  | 48.º                |
| 218                 | Frederik Veuchelen (BEL)          | 146.º               |

| Topsport Vlaanderen-Balosie TSV | Topsport Vlaanderen-Balosie TSV | Topsport Vlaanderen-Balosie TSV |
| ------------------------------- | ------------------------------- | ------------------------------- |
| Num                             | Corredor                        | Pos                             |
| 221                             | Sander Armée (BEL)              | AB                              |
| 222                             |                                 |                                 |
| 223                             | Sander Helven (BEL)             | AB                              |
| 224                             | Pieter Jacobs (BEL)             | 127.º                           |
| 225                             | Eliot Lietaer (BEL)             | AB                              |
| 226                             | Stijn Neirynck (BEL)            | AB                              |
| 227                             | Preben Van Hecke (BEL)          | 147.º                           |
| 228                             | Arthur Vanoverberghe (BEL)      | AB                              |

| Argos-Shimano ARG | Argos-Shimano ARG       | Argos-Shimano ARG |
| ----------------- | ----------------------- | ----------------- |
| Num               | Corredor                | Pos               |
| 231               | Simon Geschke (GER)     | 19.º              |
| 232               | William Clarke (AUS)    | AB                |
| 233               | Tom Dumoulin (NED)      | 121.º             |
| 234               | Patrick Gretsch (GER)   | AB                |
| 235               | Yann Huguet (FRA)       | AB                |
| 236               | Thierry Hupond (FRA)    | 145.º             |
| 237               | François Parisien (CAN) | AB                |
| 238               | Thomas Peterson (USA)   | AB                |

| Crelan-Euphony CRE | Crelan-Euphony CRE        | Crelan-Euphony CRE |
| ------------------ | ------------------------- | ------------------ |
| Num                | Corredor                  | Pos                |
| 241                | Joeri Bueken (BEL)        | AB                 |
| 242                | Sébastien Delfosse (BEL)  | 93.º               |
| 243                | Gilles Devillers (BEL)    | 148.º              |
| 244                | Reinier Honig (NED)       | AB                 |
| 245                | Egidijus Juodvalkis (LTU) | AB                 |
| 246                | Christophe Prémont (BEL)  | AB                 |
| 247                | Klaas Sys (BEL)           | AB                 |
| 248                | Maxime Vantomme (BEL)     | 65.º               |